# In Search of Dr. Seuss
In Search of Dr. Seuss è un film per la televisione del 1994 diretto da Vincent Paterson.
È un film commedia statunitense per bambini con Kathy Najimy, Matt Frewer e Christopher Lloyd. Contiene diverse sequenze animate. È basato sui racconti di Dr. Seuss e racconta le avventure di un giornalista (Kathy Najimy), che entra nel mondo del Dr. Seuss aprendo un libro magico.

## Produzione
Il film, diretto da Vincent Paterson su una sceneggiatura di Keith R. Clarke con il soggetto di Dr. Seuss, fu prodotto da Joni Levin per la Point Blank Productions e la Turner Pictures e girato nei Santa Clarita Studios a Santa Clarita in California.

## Distribuzione
Il film fu trasmesso negli Stati Uniti il 6 novembre 1994  sulla rete televisiva TNT. È stato poi distribuito negli Stati Uniti in VHS nel 1996 dalla Turner Home Video e in DVD nel 2003 dalla Warner Home Video. È stato distribuito anche in Brasile con i titoli A Jornada Mágica e, in TV, Em Busca do Dr. Seuss.